# Catriona Bisset
Pour les articles homonymes, voir Bisset.
Catriona Bisset (née le 1er mars 1994 à Canberra), est une athlète australienne, spécialiste du 800 mètres.

## Carrière
Après une carrière en junior, elle met une pause à sa carrière à la fin de son adolescence pour soigner son anxiété, sa dépression et ses troubles alimentaires. Pendant ces années, elle obtient un diplôme en architecture et en langues chinoises à l'Université de Melbourne. Après avoir repris l'entraînement, elle décide de devenir porte-parole concernant les problèmes de santé mentale.
Bisset reprend la compétition en 2017, améliorant de sept secondes son meilleur temps en 15 mois d'entraînement. En avril 2019, elle est sacrée championne d'Australie du 800 m à l'Olympic Park Stadium de Sydney en 2 min 00 s 48. Elle se qualifie ainsi pour les Championnats du monde d'athlétisme 2019 à Doha (Qatar). Le mois suivant, elle devient la première athlète australienne à passer sous la barre des 2 minutes sur le 800 mètres en dix ans avec une marque en 1 min 59 s 78.
Aux Championnats d'Océanie 2019, elle remporte le titre en 800 m devant la Néo-Zélandaise Angela Petty et l'Australienne Morgan Mitchell. Le 10 juillet, elle remporte la médaille d'or de l'Universiade d'été de Naples en 2 min 1 s 20. Le 21 juillet, lors du London Grand Prix, elle termine 2e de la course en 1 min 58 s 78, bat son record personnel d'une seconde et améliore le record d'Australie détenu depuis 1976 par Charlene Rendina en 1 min 59 s 0.
En 2021 elle abaisse son record à 1 min 58 s 09 lors du meeting de Chorzów.
Elle est éliminée en série des Jeux olympiques.
En 2023 Catriona Bisset devient la première Australienne à courir le 800 m en moins de 1 min 58 s ; en 1 min 57 s 78 elle établit un nouveau record d'Océanie.

## Palmarès
| Date | Compétition                    | Lieu       | Résultat | Epreuve       | Temps         |
| ---- | ------------------------------ | ---------- | -------- | ------------- | ------------- |
| 2019 | Relais mondiaux                | Yokohama   | 2e       | 2 x 2 x 400 m | 3 min 37 s 61 |
| 2019 | Championnats d'Océanie         | Townsville | 1re      | 800 m         | 2 min 2 s 16  |
| 2019 | Universiade                    | Naples     | 1re      | 800 m         | 2 min 1 s 20  |
| 2021 | Jeux olympiques                | Tokyo      | Séries   | 800 m         | 2 min 01 s 65 |
| 2022 | Championnats du monde en salle | Belgrade   | 5e       | 800 m         | 2 min 01 s 24 |

## Records
| Épreuve | Temps              | Lieu    | Date            |
| ------- | ------------------ | ------- | --------------- |
| 800 m   | 1 min 57 s 78 (AR) | Londres | 23 juillet 2023 |